# Elítélt
Az elítélt jogi szakkifejezés. Legtágabb gyűjtőfogalomként a társadalom valamely közössége vagy intézménye – jellemzően a bíróság – által,  bűncselekmény (jogi-, erkölcsi-, vallási stb. normasértés) elkövetése miatt büntetett (elmarasztalt), és ezért a hatályos büntetőjog alapján kiszabott büntetést elszenvedni kényszerülő személyt értik alatta.

## Magyarországon
A hatályos magyar jogrendszerben a büntetőeljárással terhelt személy elnevezése:
- a büntetés jogerős kiszabását,
- a megrovás, és
- a próbára bocsátás intézkedés alkalmazását, továbbá
- a  javítóintézeti nevelés elrendelését

követően.
A  büntetés-végrehajtási jogban az  elítélt elnevezés – az ítélet jogerejétől függetlenül – a szabadságvesztésre ítéltek összefoglaló jelöléseként is használatos.